# Rolando Bianchi
Rolando Bianchi (* 15. Februar 1983 in Albano Sant’Alessandro (BG)) ist ein italienischer Fußballspieler, er spielt auf der Position eines Stürmers.

## Karriere

### Im Verein
Rolando Bianchi begann seine Karriere bei Atalanta Bergamo, hier blieb er drei Spielzeiten, ehe er zur Saison 2003/04 leihweise zu Cagliari Calcio wechselte. Jedoch kehrte Bianchi noch während der gleichen Saison zu seinem Heimatverein zurück. Zur Spielzeit 2004/05 wechselte er wieder nach Cagliari, die inzwischen in der Serie A spielten. Diesmal kam er regelmäßig zum Einsatz, wechselte aber trotzdem am Ende der Saisonende zum Ligakonkurrenten Reggina Calcio. Da er sich während der Saison verletzte, kam er nur auf neun Einsätze.
In der Saison 2006/07 blieb Bianchi bei den Süditalienern und schaffte den endgültigen Durchbruch. Im ersten Saisonspiel erzielte er gegen die US Palermo drei Treffer, Palermo gewann jedoch trotzdem mit 4:3. Im Saisonverlauf schaffte er es zusammen mit Sturmpartner Nicola Amoruso, der Reggina, die wegen ihrer Verwicklung in den Manipulationsskandal mit elf Minuspunkten in die Saison startete und bei vielen als sicherer Absteiger galt, den Klassenerhalt zu sichern. Bianchi erzielte 18 Saisontreffer und belegte den vierten Platz in der Törjägerliste, womit er die Aufmerksamkeit einiger großer europäischer Klubs auf sich zog.
Zur Spielzeit 2007/08 wechselte Rolando Bianchi er für ca. 13 Millionen Euro zum englischen Klub Manchester City. Bereits bei seinem Premier-League-Debüt gegen West Ham United erzielte er sein erstes Saisontor, dem in den folgenden Wochen weitere Treffer folgten. Danach wechselte ihn Trainer Sven-Göran Eriksson häufig nur noch in der Schlussphase der Partien ein. Im Januar 2008 informierte der Schwede dann, das er sich einen neuen Verein suchen könne.
Am 23. Januar 2008 wechselte Bianchi auf Leihbasis zu Lazio Rom. Als Teil des Transfers besitzt der Hauptstadtklub ein Kaufrecht für 12,5 Millionen Euro. Bei seinem Debüt für Lazio wurde Rolando Bianchi jedoch bereits fünf Minuten nach seiner Einwechslung mit einer Gelb-Roten Karte wieder des Feldes verwiesen.
Zur Saison 2008/09 kehrte Bianchi wieder zu Manchester City zurück. Allerdings nur, um kurze Zeit später für die Ablöse von ca. acht Millionen Euro wiederum in die Serie A, diesmal zum FC Turin zu wechseln, wo Bianchi einen Fünfjahresvertrag erhielt. 2013 wechselte Bianchi zum FC Bologna, wo er drei Tore in 28 Einsätzen schoss.  In der Saison 2014/15 wurde er an Atalanta Bergamo ausgeliehen. Er wechselte im August 2015 zu RCD Mallorca. Am 20. Januar 2016 wechselte Bianchi zum italienischen Zweitligisten AC Perugia.

### In der Nationalmannschaft
Rolando Bianchi absolvierte insgesamt 18 Juniorenländerspiele für Italien und erzielte dabei acht Treffer. In der italienischen U-21-Auswahl bildete er mit Raffaele Palladino ein gefährliches Angriffsduo. In der A-Nationalmannschaft kam er bisher noch nicht zum Einsatz.